# Gentiana sierrae
Gentiana sierrae là một loài thực vật có hoa trong họ Long đởm. Loài này được Briq. mô tả khoa học đầu tiên năm 1931.